# Chauvincourt-Provemont
Chauvincourt-Provemont est une commune française située dans le département de l'Eure, en région Normandie.

## Géographie

### Localisation
| Etrépagny                  | Étrépagny, Bernouville | Bernouville   |
| Sainte-Marie-de-Vatimesnil | Chauvincourt-Provemont |               |
| Gamaches-en-Vexin          | Vesly                  | Noyers, Dangu |

### Hydrographie
La commune est située dans le bassin Seine-Normandie. Elle est drainée par la Bonde, un bras de la Bonde, le cours d'eau 01 de la commune de Gamaches-en-Vexin et un autre petit cours d'eau,.
La Bonde, d'une longueur de 18 km, prend sa source dans la commune de Nojeon-en-Vexin et se jette  dans la Levrière à Bézu-Saint-Éloi, après avoir traversé sept communes.

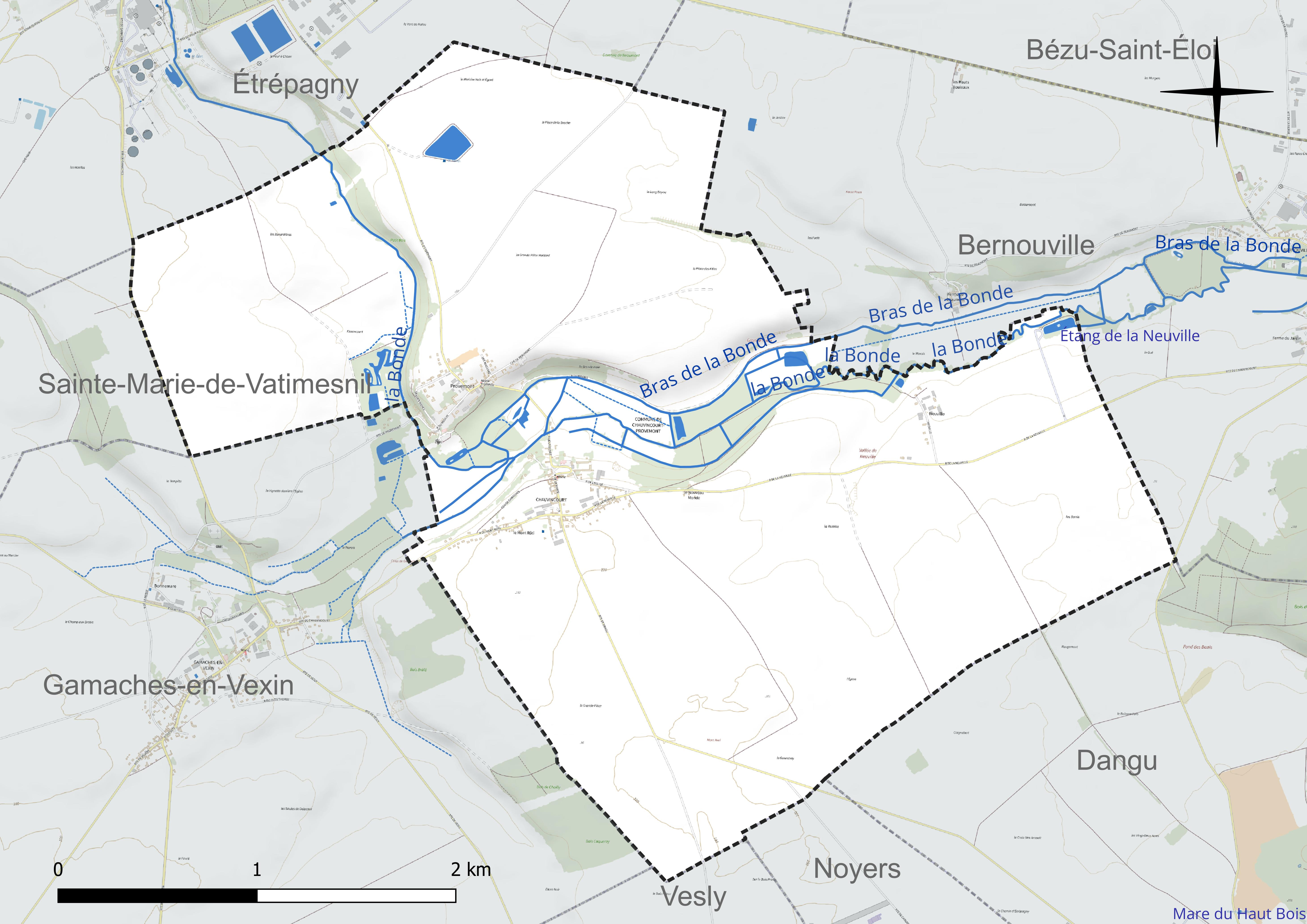
Réseau hydrographique de Chauvincourt-Provemont.

Trois plans d'eau complètent le réseau hydrographique : le plan d'eau 1 de Fissancourt (0,2 ha), le plan d'eau 2 de Fissancourt (0,8 ha) et l'étang de la Neuville (0,7 ha),.

### Climat
Pour des articles plus généraux, voir Climat de la Normandie et Climat de l'Eure.
En 2010, le climat de la commune est de type climat océanique dégradé des plaines du Centre et du Nord, selon une étude du CNRS s'appuyant sur une série de données couvrant la période 1971-2000. En 2020, Météo-France publie une typologie des climats de la France métropolitaine dans laquelle la commune est exposée à un climat océanique et est dans la région climatique  Sud-ouest du bassin Parisien, caractérisée par une faible pluviométrie, notamment au printemps (120 à 150 mm) et un hiver froid (3,5 °C). Parallèlement le GIEC normand, un groupe régional d’experts sur le climat, différencie quant à lui, dans une étude de 2020, trois grands types de climats pour la région Normandie, nuancés à une échelle plus fine par les facteurs géographiques locaux. La commune est, selon ce zonage, exposée à un « climat des plateaux abrités », correspondant aux plaines agricoles de l’Eure, avec une pluviométrie beaucoup plus faible que dans la plaine de Caen en raison du double effet d’abri provoqué par les collines du Bocage normand et par celles qui s’étendent sur un axe du Pays d'Auge au Perche.
Pour la période 1971-2000, la température annuelle moyenne est de 11 °C, avec  une amplitude thermique annuelle de 14,6 °C. Le cumul annuel moyen de précipitations est de 741 mm, avec 11,5 jours de précipitations en janvier et 7,8 jours en juillet. Pour la période 1991-2020, la température moyenne annuelle observée sur la station météorologique la plus proche, située sur la commune d'Étrépagny à 4 km à vol d'oiseau, est de 11,3 °C et le cumul annuel moyen de précipitations est de 774,0 mm,. Pour l'avenir, les paramètres climatiques de la commune estimés pour 2050 selon différents scénarios d’émission de gaz à effet de serre sont consultables sur un site dédié publié par Météo-France en novembre 2022.

## Urbanisme

### Typologie
Au 1er janvier 2024, Chauvincourt-Provemont est catégorisée commune rurale à habitat dispersé, selon la nouvelle grille communale de densité à 7 niveaux définie par l'Insee en 2022.
Elle est située hors unité urbaine. Par ailleurs la commune fait partie de l'aire d'attraction de Paris, dont elle est une commune de la couronne,. 

### Occupation des sols
L'occupation des sols de la commune, telle qu'elle ressort de la base de données européenne d’occupation biophysique des sols Corine Land Cover (CLC), est marquée par l'importance des territoires agricoles (98,8 % en 2018), une proportion identique à celle de 1990 (98,8 %). La répartition détaillée en 2018 est la suivante : 
terres arables (81,9 %), zones agricoles hétérogènes (12,8 %), prairies (4,1 %), forêts (1,2 %). L'évolution de l’occupation des sols de la commune et de ses infrastructures peut être observée sur les différentes représentations cartographiques du territoire : la carte de Cassini (XVIIIe siècle), la carte d'état-major (1820-1866) et les cartes ou photos aériennes de l'IGN pour la période actuelle (1950 à aujourd'hui).

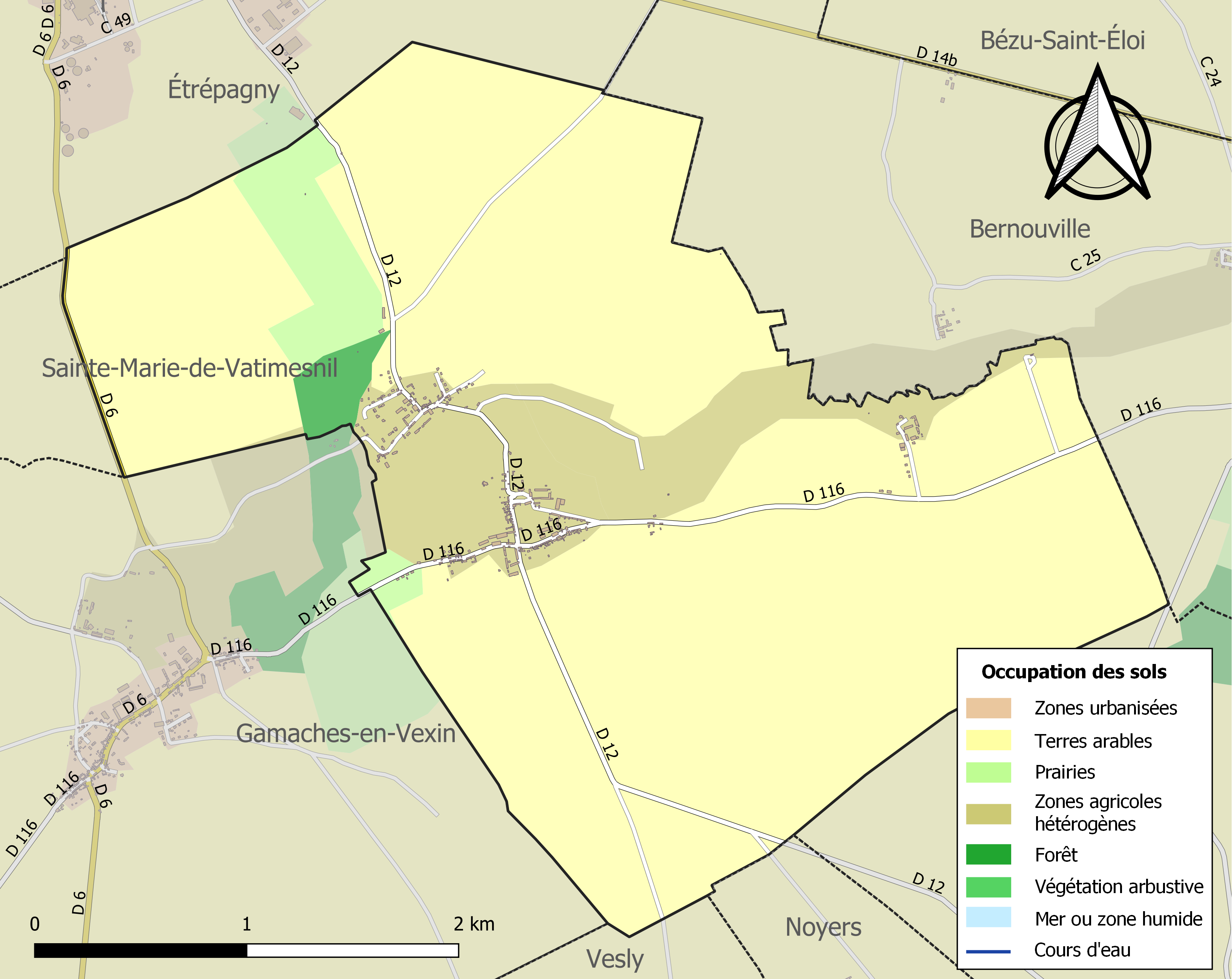
Carte des infrastructures et de l'occupation des sols de la commune en 2018 (CLC).

## Toponymie
Chauvincourt est attesté sous la forme Cauvincourt en 1236 et 1244, Chauvincourt en 1793, Chauvincourt-Provemont en 1974.
La forme francienne Chauvincourt est employée pour ce village qui est situé au niveau de la ligne Joret. La « court de Calvinus »,  nom de personne bas-latin, qu'on retrouve dans Cauvincourt (Calvados) et dans la formation en -iacum bien connue Calviniacum > Chauvigny / Cauvigny. Même étymologie que pour Cauvicourt (Calvados).
Provemont est attesté sous les formes Provremont en 1253, Prouvemont en 1408 (aveu de Jean de Ferrières).

## Histoire
La commune est constituée par la fusion, à effet du 1er janvier 1975, de Chauvincourt et de Provemont.

## Politique et administration
| Période          | Période   | Identité                   | Étiquette | Qualité                                            |
| ---------------- | --------- | -------------------------- | --------- | -------------------------------------------------- |
| 1er janvier 1975 |           |                            |           |                                                    |
| mars 1978        | mars 2008 | Philippe Omont (1929-2015) |           | six mandats consécutifs                            |
| mars 2008        | 2014      | Fernand Vieren             |           |                                                    |
| mars 2014        | En cours  | Fabrice Le Naour           | LREM      | Suppléant de la députée Claire O'Petit (2017-2022) |

## Démographie

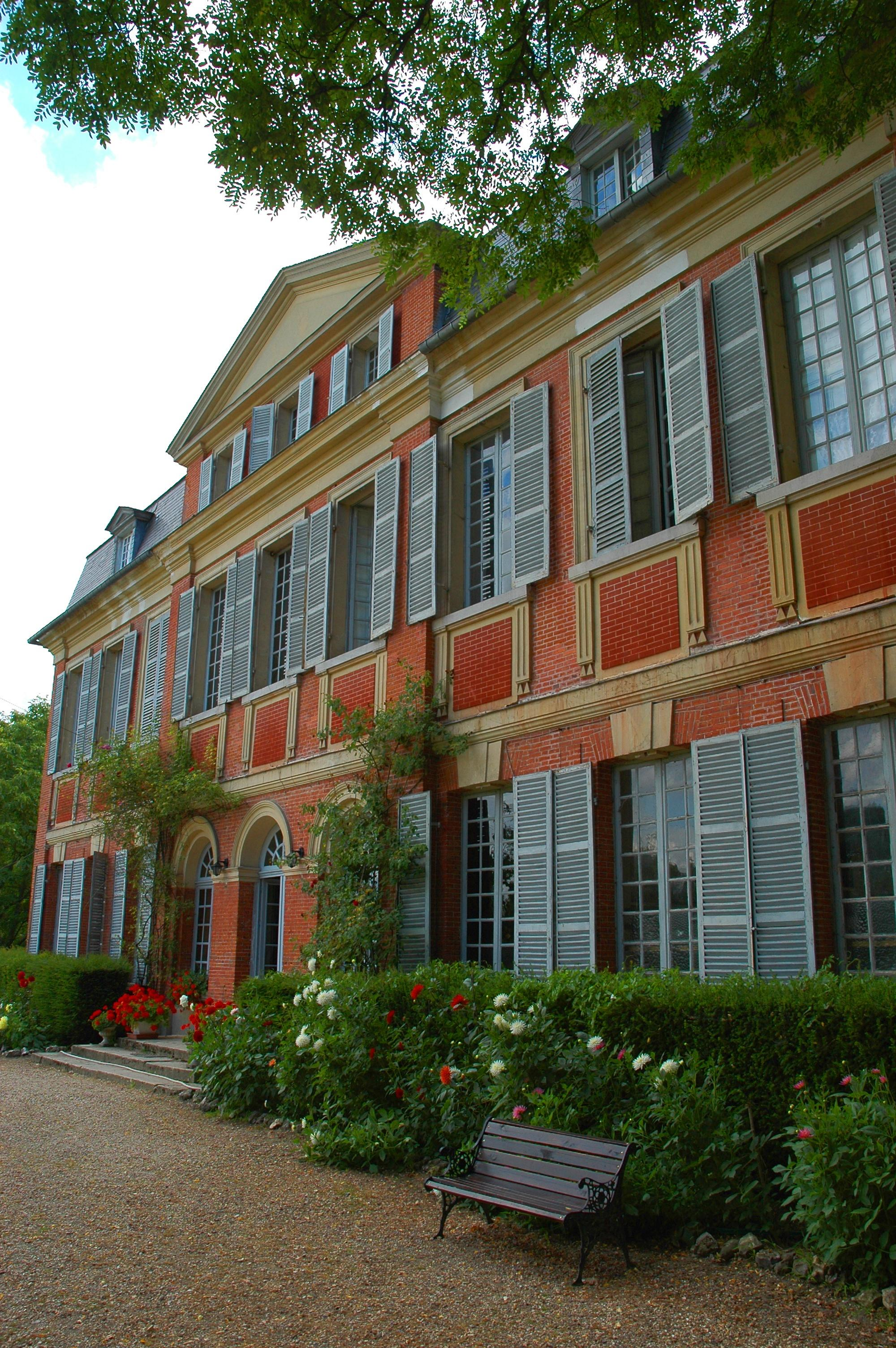
Le couvent orthodoxe de Lesna.

L'évolution du nombre d'habitants est connue à travers les recensements de la population effectués dans la commune depuis 1793. Pour les communes de moins de 10 000 habitants, une enquête de recensement portant sur toute la population est réalisée tous les cinq ans, les populations de référence des années intermédiaires étant quant à elles estimées par interpolation ou extrapolation. Pour la commune, le premier recensement exhaustif entrant dans le cadre du nouveau dispositif a été réalisé en 2006.

En 2022, la commune comptait 393 habitants, en évolution de +6,5 % par rapport à 2016 (Eure : −0,25 %, France hors Mayotte : +2,11 %).
| 1793 | 1800 | 1806 | 1821 | 1831 | 1836 | 1841 | 1846 | 1851 |
| ---- | ---- | ---- | ---- | ---- | ---- | ---- | ---- | ---- |
| 200  | 237  | 221  | 188  | 234  | 242  | 261  | 256  | 233  |

| 1856 | 1861 | 1866 | 1872 | 1876 | 1881 | 1886 | 1891 | 1896 |
| ---- | ---- | ---- | ---- | ---- | ---- | ---- | ---- | ---- |
| 251  | 228  | 240  | 253  | 265  | 262  | 251  | 232  | 221  |

| 1901 | 1906 | 1911 | 1921 | 1926 | 1931 | 1936 | 1946 | 1954 |
| ---- | ---- | ---- | ---- | ---- | ---- | ---- | ---- | ---- |
| 212  | 214  | 223  | 180  | 193  | 217  | 192  | 212  | 212  |

| 1962 | 1968 | 1975 | 1982 | 1990 | 1999 | 2006 | 2011 | 2016 |
| ---- | ---- | ---- | ---- | ---- | ---- | ---- | ---- | ---- |
| 176  | 159  | 263  | 243  | 248  | 293  | 327  | 343  | 369  |

| 2021 | 2022 | - | - | - | - | - | - | - |
| ---- | ---- | - | - | - | - | - | - | - |
| 385  | 393  | - | - | - | - | - | - | - |

## Culture locale et patrimoine

### Lieux et monuments
La commune de Chauvincourt-Provemont compte un édifice inscrit au titre des monuments historiques :
- le manoir de Chauvincourt (XIIIe siècle)  Inscrit MH (1961, 1998)[25],[26].

Autres édifices :
- château du Clos-Vert (Provemont) du XVIIIe siècle, où s'est installé en 1967 le couvent russe orthodoxe de Lesna[27] ;
- église Saint-Maclou du XIIe siècle.